# 세드릭 제르베
세드릭 제르베(Cedric Gervais, 1979년 6월 7일 ~ )는 프랑스 출신 디스크자키이다. 'Where Ever U Are', 'Molly' 등의 대표곡이 있으며, 라나 델 레이와 함께한 노래인 Summertime Sadness역시 큰 히트를 쳤다.